# Стенц, Зак
Зак Стенц (англ. Zack Stentz) — американский сценарист и продюсер. Он часто сотрудничает со сценаристом Эшли Эдврдом Миллером.

## Фильмография

### Сценарист
- Андромеда / Andromeda (телесериал) (2000-2005)
- Сумеречная зона / The Twilight Zone (телесериал, один эпизод) (2003)
- Агент Коди Бэнкс / Agent Cody Banks (сценарий) (2003)
- Терминатор: Битва за будущее / Terminator: The Sarah Connor Chronicles (телесериал) (2008-2009)
- Грань / Fringe (телесериал) (2009-2010)
- Люди Икс: Первый класс / X-Men: First Class (сценарий) (2011)
- Тор / Thor (сценарий) (2011)
- Флэш / The Flash (телесериал) (2016) (2 эпизода)
- Лучший стрелок 2 / Top Gun 2 (сценарий)

### Продюсер
- Сумеречная зона / The Twilight Zone
- Терминатор: Битва за будущее / Terminator: The Sarah Connor Chronicles
- Грань / Fringe